# Sokol (métro de Moscou)
Sokol (en russe : Со́кол et en anglais : Sokol) est une station de la ligne Zamoskvoretskaïa (ligne 2 verte) du métro de Moscou. Elle est située sur le territoire du raïon Sokol, dans le district administratif nord de Moscou.
Elle est mise en service en 1938, lors de la création de la ligne 2 du métro.

## Situation sur le réseau
Établie en souterrain, à 10 mètres sous le niveau du sol, la station Sokol est située au point 83+76 de la ligne Zamoskvoretskaïa (ligne 2 verte), entre les stations, Voïkovskaïa (en direction de Khovrino) et Aeroport (en direction de Alma-Atinskaïa).
Un embranchement permettant de rejoindre un dépôt est établi à la sortie de la station en direction de Retchnoï vokzal.

## Histoire
La station Sokol est mise en service le 11 septembre 1938, lors de l'ouverture à l'exploitation de la section de Sokol à Teatralnaïa qui forme la deuxième ligne du métro de Moscou.

## Services aux voyageurs

### Accès et accueil

Installations
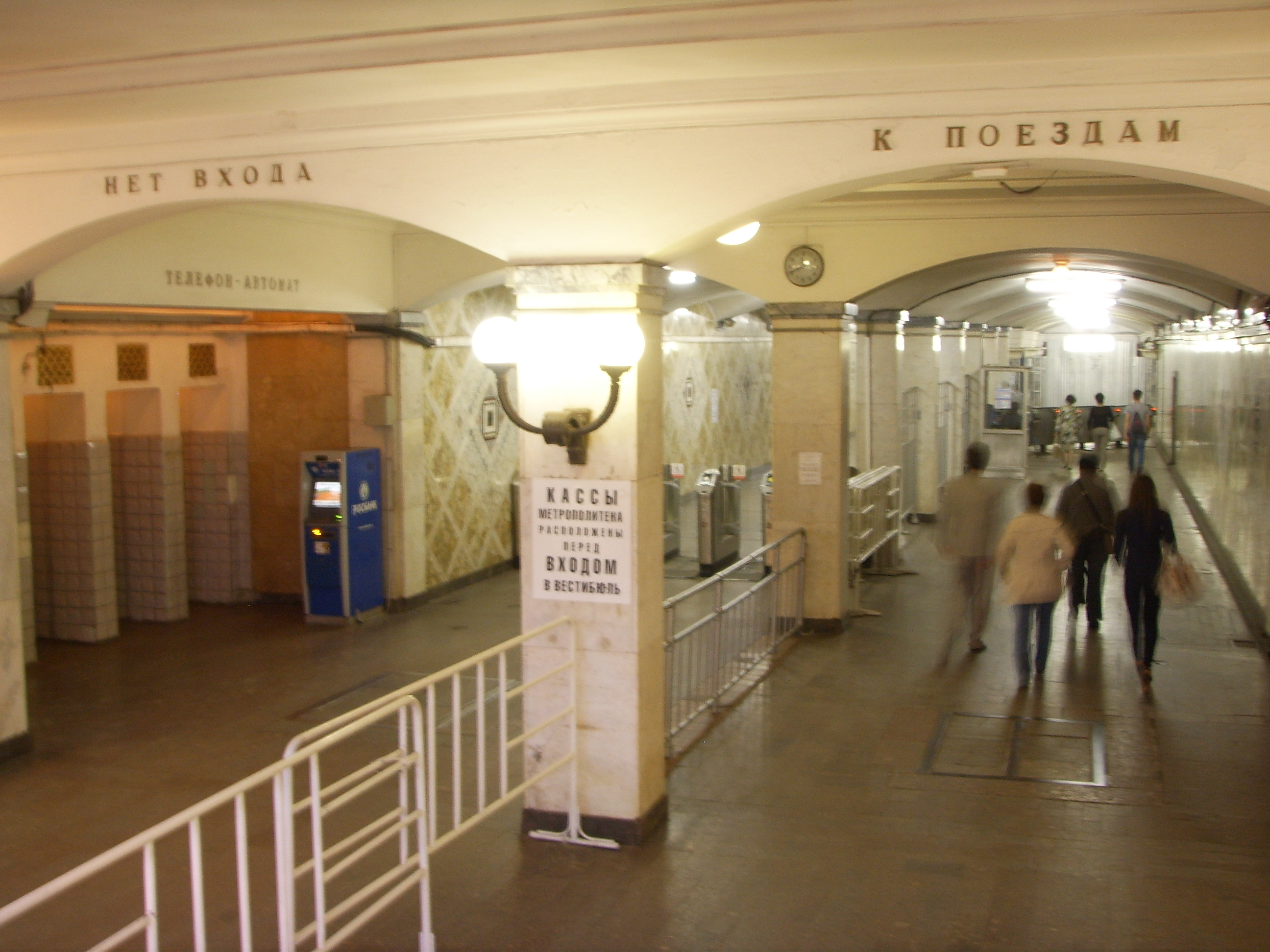
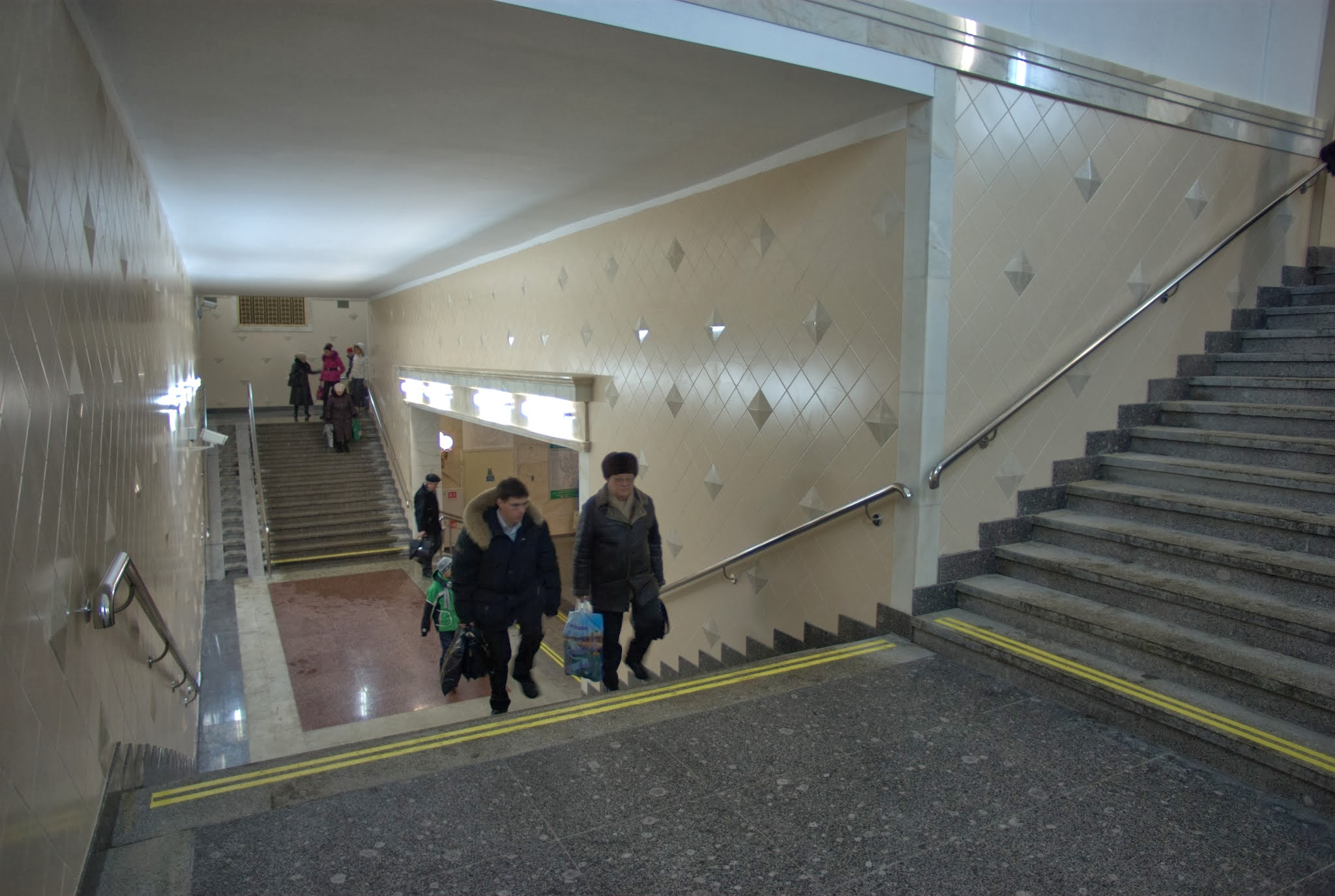

### Desserte

Installations et desserte
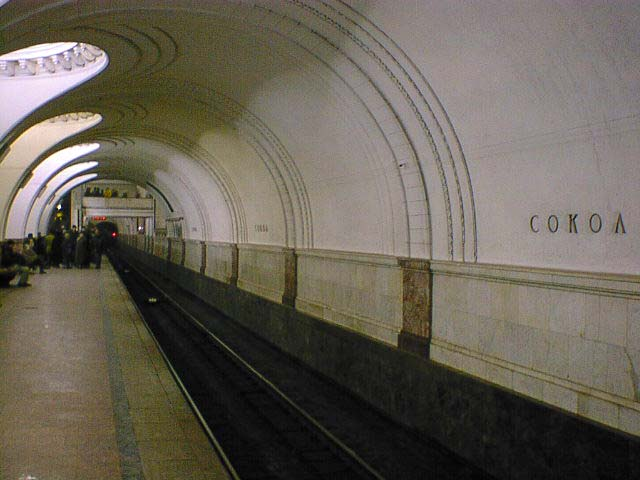
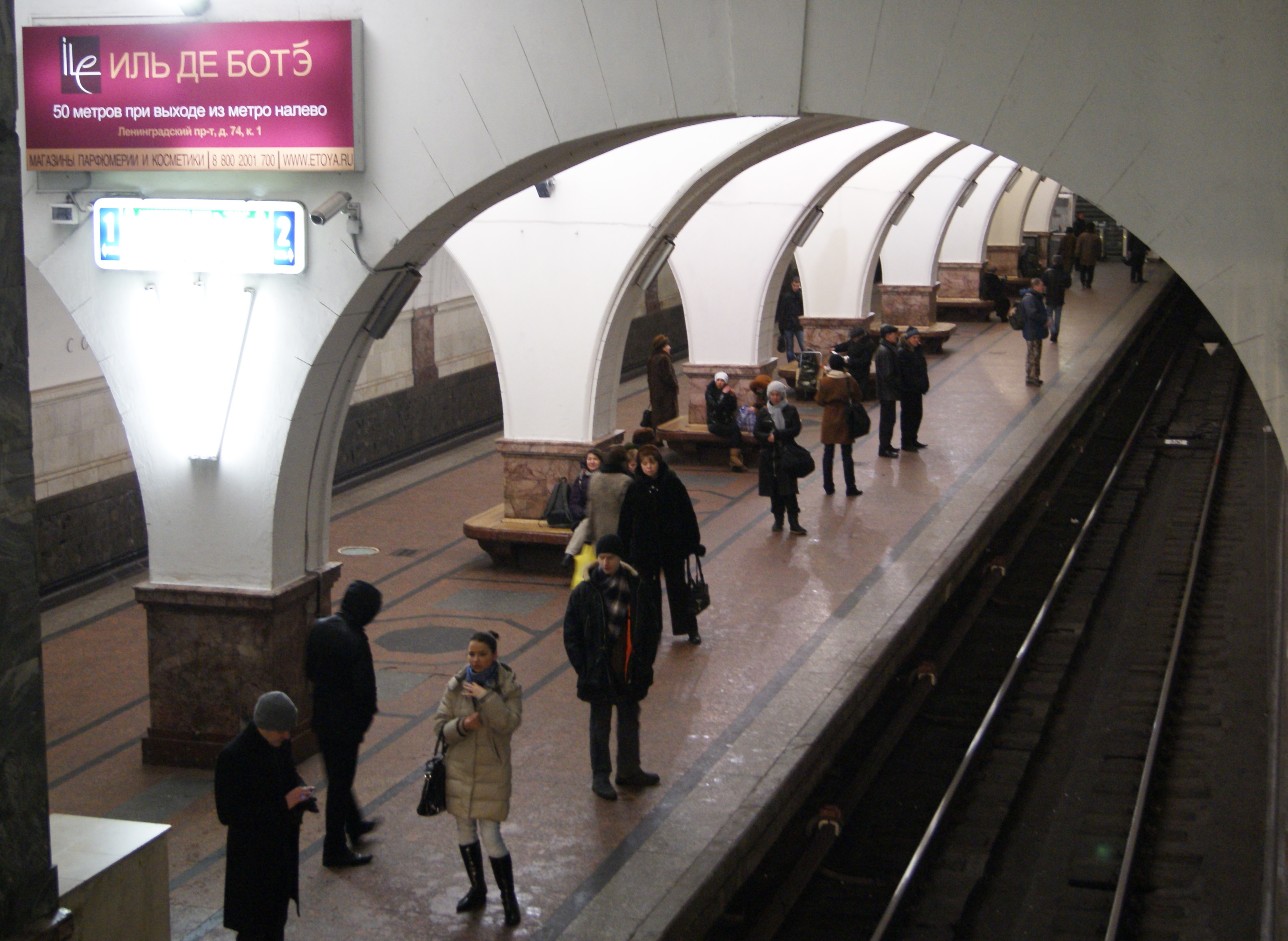
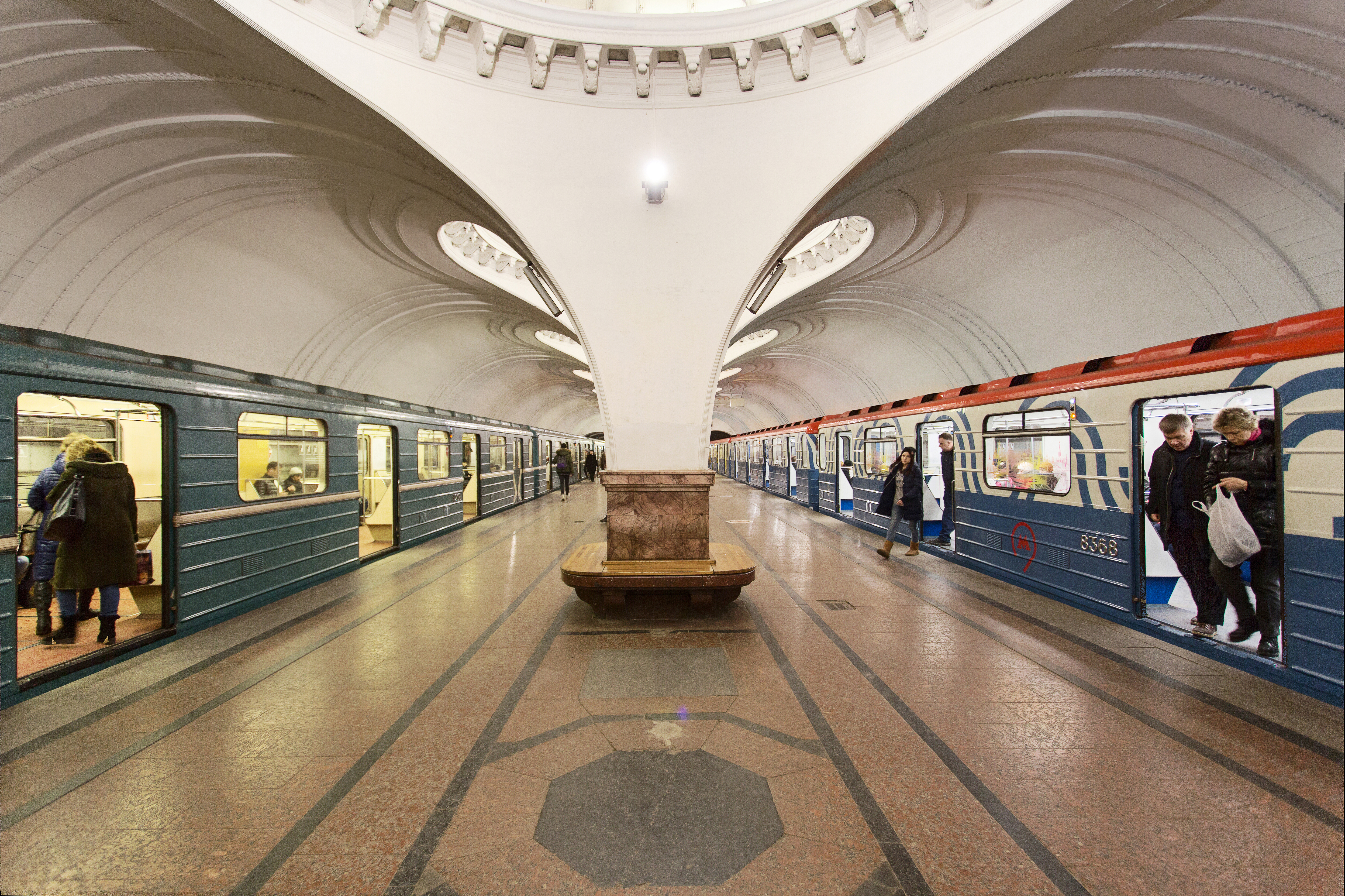